# Бейтаун поза законом
«Бейтаун поза законом» — дебютний кримінальний комедійний бойовик 2012 року Баррі Беттлса про трьох братів-вігілантів, які працювали на місцевого шерифа.

## Сюжет
Брати Уді, яких виховав шериф Генрі Міллард, працюють на нього: розправляються з правопорушниками, знижуючи показники злочинності в окрузі. До них звертається Селеста, пропонуючи 25 тисяч доларів за викрадення хлопця-інваліда у скаженого Карлоса Лімана. Чоловіки погоджуються та ця справа не зійде з рук.

## У ролях
| Актор             | Роль                |
| ----------------- | ------------------- |
| Клейн Крофорд     | Брік Уді            |
| Деніел Кадмор     | Лінкольн Уді        |
| Тревіс Фіммел     | Макквін Уді         |
| Андре Брауер      | шериф Генрі Міллард |
| Єва Лонгорія      | Селеста Мартін      |
| Томас Сангстер    | Роб                 |
| Біллі Боб Торнтон | Карлос Ліман        |
| Пол Веслі         | Ентоні Ріс          |
| Зої Белл          | Роуз                |
| Серінда Свон      | Джез                |
| Арден Чо          | Енжел               |
| Брі Грант         | Паммі               |
| Агнес Брукнер     | Мона                |
| Джей Лароуз       | Гелаку              |
| Дж. Д. Евермор    | Бойд                |
| Майкл Рапапорт    | власник бару        |

## Створення фільму

### Виробництво
Зйомки фільму проходили в Луїзіані.

### Знімальна група
- Кінорежисер — Баррі Беттлс
- Сценаристи — Баррі Беттлс, Гріффін Гуд
- Кінопродюсери — Білл Перкінс, Роберт Тейтл
- Композитори — Крістофер Янг, Костас Крістідес
- Кінооператор — Девід Мак-Фаленд
- Кіномонтаж — Шон Валла
- Художник-постановник — Монро Келлі
- Художник по костюмах — Дана Ембрі
- Підбір акторів — Ліндсі Грем, Мері Верньє[1].

## Сприйняття

### Критика
Фільм отримав переважно негативні відгуки. На сайті Rotten Tomatoes оцінка стрічки становить 22 % на основі 27 відгуків від критиків (середня оцінка 4,1/10) і 54 % від глядачів із середньою оцінкою 3,3/5 (4 662 голосів). Фільму зарахований «гнилий помідор» від кінокритиків та «розсипаний попкорн» від глядачів, Internet Movie Database — 6,4/10 (12 011 голосів), Metacritic — 33/100 (11 відгуків критиків) і 7,2/10 від глядачів (18 голосів).

### Номінації та нагороди
| Нагороди та номінації фільму «Бейтаун поза законом» | Нагороди та номінації фільму «Бейтаун поза законом» | Нагороди та номінації фільму «Бейтаун поза законом» | Нагороди та номінації фільму «Бейтаун поза законом»                                     | Нагороди та номінації фільму «Бейтаун поза законом» | Нагороди та номінації фільму «Бейтаун поза законом» |
| Рік                                                 | Кінофестиваль/кінопремія                            | Категорія/нагорода                                  | Номінант                                                                                | Результат                                           |                                                     |
| --------------------------------------------------- | --------------------------------------------------- | --------------------------------------------------- | --------------------------------------------------------------------------------------- | --------------------------------------------------- | --------------------------------------------------- |
| 2014                                                | Motion Picture Sound Editors                        | Найкращий монтаж звуку: Direct-to-video             | Ерік Лаліката, Раян Гегенхеймер, Джеремі Б. Девіс, Шон Каннінгем, Том Бойкін, Тара Блум | Номінація                                           |                                                     |